# Godefroy Maurice de La Tour d'Auvergne
Godefroy Maurice de La Tour d'Auvergne, vévoda z Bouillonu (21. června 1636 – 26. července 1721, Paříž), byl francouzský šlechtic a člen rodu La Tour d'Auvergne, jedné z nejvýznamnějších francouzských rodin. Oženil se s Marií Annou Mancini, neteří kardinála Mazarina, se kterou měl sedm dětí.

## Život
Godefroy se narodil jako nejstarší syn Frédérica Maurice de La Tour d'Auvergne a Eleonory Kateřiny Febronis, hraběnky z Berghu. 19. dubna 1662 se jako pětadvacetiletý oženil s o třináct let mladší Marií Annou Mancini, nejmladší neteří kardinála Mazarina, prvního ministra Francie, a jednou z Mazarinettes. Jejími čtyřmi známými sestrami byly:
- Laura (1636–1657), nejstarší, provdala se za Ludvíka Bourbonského, vévodu z Vendôme, vnuka francouzského krále Jindřicha IV. a jeho milenky Gabrielle d'Estrées. Stala se matkou známého francouzského generála Louise Josepha, vévody z Vendôme.
- Olympie (1638–1708), provdala se za Evžena Mořice, hraběte ze Soissons a stala se matkou známého rakouského generála Evžena Savojského.
- Marie (1639–1715), třetí sestra, považována za nejméně krásnou ze sester, mladého francouzského krále Ludvíka XIV. však zaujala natolik, že si ji chtěl vzít za manželku. Nakonec byl král donucen se jí vzdát a ona se provdala za prince Lorenza Colonnu, který poznamenal, že ho překvapilo, když zjistil že je panna, protože člověk neočekává, že najde „nevinu mezi láskami králů“.
- Hortensia (1646–1699), kráska rodiny, utekla od svého hrubého manžela, Armanda Charlese de La Porte de La Meilleraye, a odešla do Londýna, kde se stala milenkou anglického krále Karla II.

Jeden z bratrů Marie Anny, Filip Jules Mancini, byl milencem Filipa Orleánského, bratra Ludvíka XIV. Strýc Marie Anny zemřel, když jí bylo dvanáct. V noci před kardinálovou smrtí přišel k jeho loži slavný polní maršál Turrene a jménem svého synovce Godefroye Maurice, vévody z Bouillonu, ho požádal o ruku Marie Anny.
Pár byl oddán za přítomnosti královské rodiny 19. dubna 1662 v Palais du Louvre v Paříži. Z manželství se narodilo sedm dětí, z nichž tři měly později vlastní potomky. Jeho manželka také vychovávala svého synovce Louise Josepha, osiřelého syna Laury Mancini a Ludvíka z Vendôme.
Jeho manželka zavedla v jejich novém sídle, Hôtel de Bouillon, který Godefroy zakoupil v roce 1681, malý salon. Manželku vévoda přežil o sedm let. Zemřel 26. července 1721 ve věku 85 let v Paříži a jeho nástupcem se stal jeho syn Emmanuel Théodose.

## Potomci
- Louis Charles de La Tour d'Auvergne, kníže z Turrene (14. ledna 1665 – 4. srpna 1692), zemřel v Enghienu po bitvě u Steenkerque; oženil se s Anne Geneviève de Lévis, dcerou Madame de Ventadour, ale neměl s ní žádné děti;
- Marie Élisabeth de La Tour d'Auvergne, Mademoiselle de Bouillon (8. července 1666 – 24. prosince 1725), nikdy se nevdala;
- Emmanuel Théodose de La Tour d'Auvergne, vévoda z Bouillonu (1668 – 17. dubna 1730), poprvé se oženil s Marie Armande de La Trémoille; podruhé s Louise Françoise Angélique Le Tellier (vnučkou ministra Louvoise); potřetí s Anne Marie Christiane de Simiane; a pořtvrté s Louise Henriette Françoise de Lorraine; se všemi manželkami měl děti;
- Eugene Maurice de La Tour d'Auvergne, kníže z Château-Thierry (29. března 1669 – 23. listopadu 1672), nikdy se neoženil;
- Frédéric Jules de La Tour d'Auvergne, kníže z Auvergne (2. května 1672 – 1733), oženil se s Olive Catherine de Trantes, se kterou měl děti;
- Louis Henri de La Tour d'Auvergne, hrabě z Évreux (2. srpna 1674 – 23. ledna 1753), oženil se s Marií Annou Crozatovou, dcerou Antoina Crozata, zůstal bezdětný;
- Louise Julie de La Tour d'Auvergne, Mademoiselle de Château-Thierry (26. listopadu 1679 – 21. listopadu 1750), provdala se za Françoise Armanda, knížete z Guéméné, měla s ním jedno dítě, které zemřelo ve věku tří let.